# 가라만테스

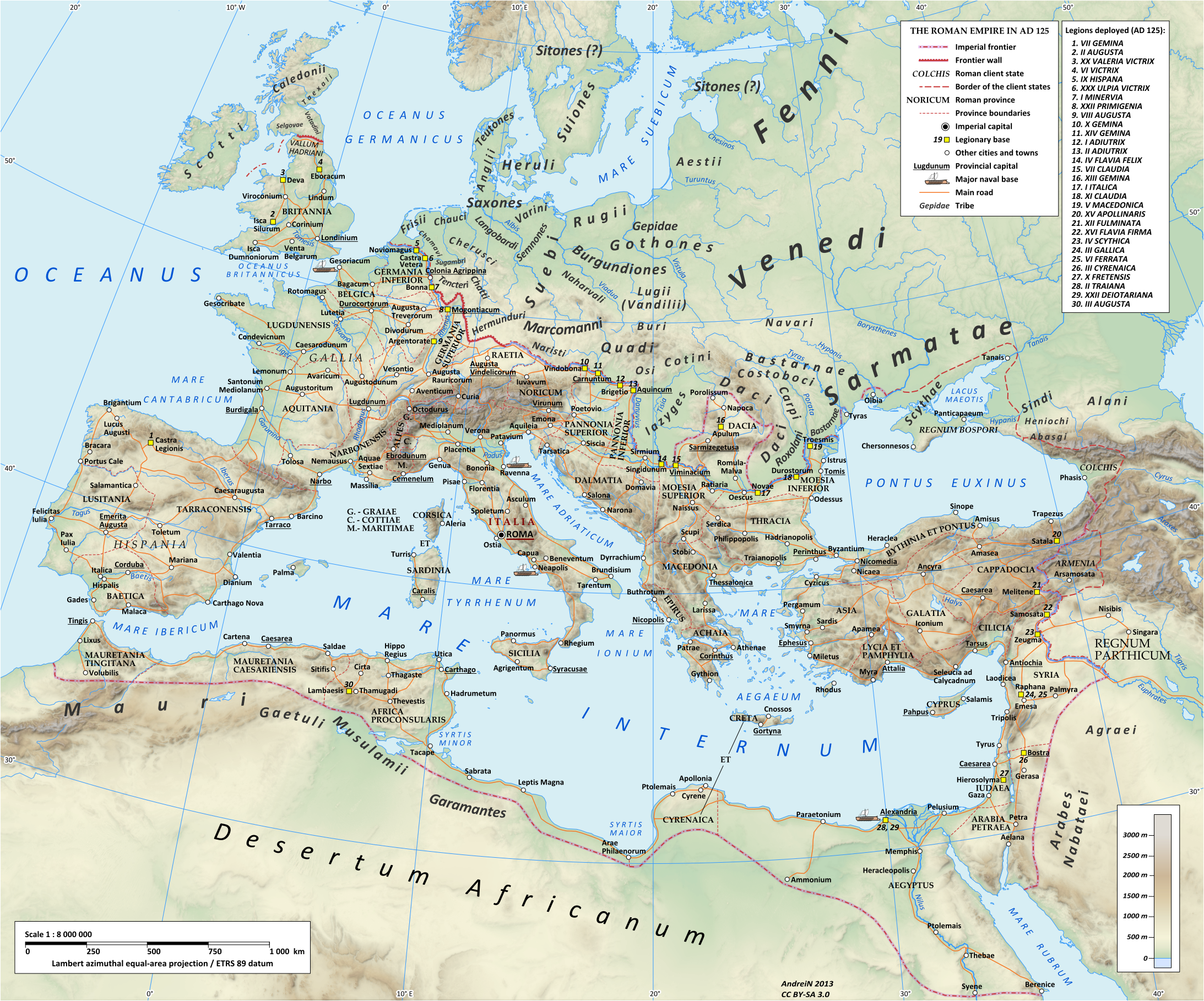
하드리아누스 (117년-138년) 시기 로마 제국의 지도이며, 아프리카 속주 (튀니지, 리비아) 남쪽의 사막 지역에 가라만테스 왕국의 위치를 보여준다.

가라만테스(Garamantes)는 헤로도토스가 언급한 고대 민족이다.
이들은 고대 리비아 남서쪽에 거주했던 철기시대 베르베르족과 일치한다고 여겨진다.
가라만테스는 대략 기원전 500년과 서기 700년 사이에 지방 세력을 구축했다. 그들은 지하 관개 체계를 사용했고, 리비아 페잔 지역과, 사하라 사막에 상당한 왕국이나 도시 국가들을 세웠다. 이들에 대한 문헌 정보는 거의 존재하지 않으며, 이들이 남긴 비문은 "...오늘날 투아레그족의 문자인 티피나그 문장의 조상격 언어로써, 여전히 거의 해석할 수가 없다."
이들의 또다른 중요한 정보는 부족정 성장 이전 시기의 삶을 자주 나타낸 많은 암면 미술이다.

## 역사

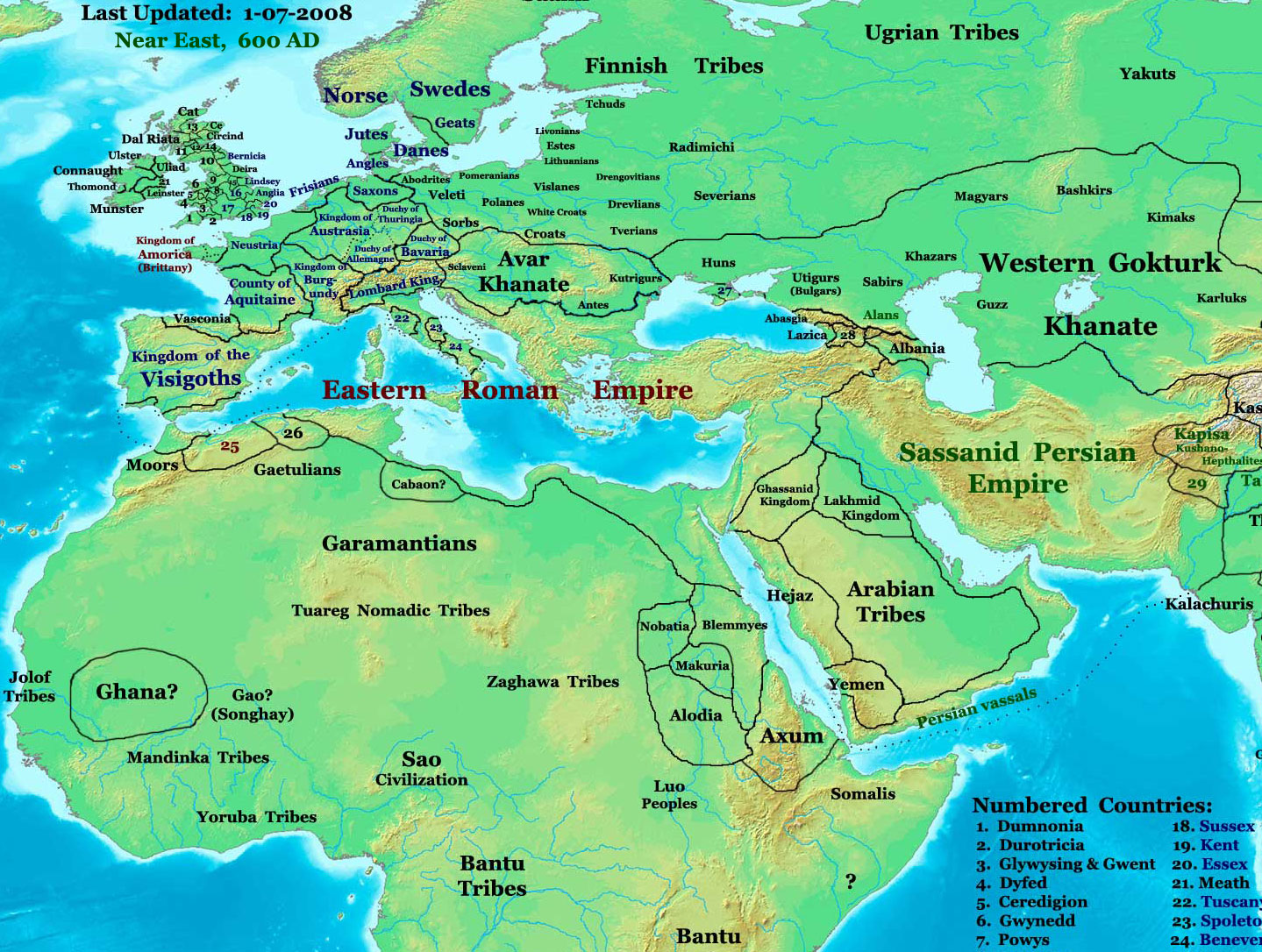
이슬람 정복 이전인 서기 600년경 페잔에 가라만테스의 위치.

가라만테스는 기원전 1000년쯤 페잔에 부족 형태로 있었을 것이다. 그들은 기원전 5세기에 처음으로 기록에서 나타나는데, 헤로도토스에 의하면 이들은 소들을 키우고 과거부터 농사를 지어온 “거대한 국가”이며, 4마리 말이 이끄는 전차를 타고, 사막에 살던 트로글로디타이족 (동굴 거주자들)을 사냥했다고 한다. 로마인들의 묘사에서는 그들이 의식 목적의 상처들과 문신을 지녔다고 기록했다. 타키투스는 이들이 타크파리나스의 반란을 돕고 로마의 해안 도시들을 약탈했다고 썼다. 대 플리니우스에 의하면 로마인들은 가라만테스들의 약탈을 참다 못 참았고 루키우스 코르넬리우스 발부스에게 하여금 기원전 19년에 그들의 도시 15곳을 점령하게 했다. 서기 202년에 셉티미우스 세베루스는 가라만케스의 수도 가르마 (Garama)를 점령했다.
서기 150년경에 가르만테스 왕국 (오늘날 중부 리비아 (페잔))은 오늘날 남부 리비아 지역 180,000 평방 킬로미터를 차지하고 있었다. 기원전 400년부터 서기 600년 사이까지 존재했었다.
가라만테스 문화의 쇠퇴는 기후 상태 악화나, 수자원 과사용과 연관이 있었을 것이다. 오늘날의 사막은 한때 풍요로운 농업 용지였고 1500년 전 가라만테스의 관개 체계로 한층 더 상태가 좋았을 것이다. 가라만테스 왕국이 여섯 세기를 보내면서, 비재생 자원인 화석수 같은 지하수들은 바닥을 드러냈다. 가라만테스 왕국은 쇠퇴하고 분열되었다.

## 사회
1960년대 고고학자들은 오늘날 게르마 (세바에서 서쪽 150km 떨어짐)에서 가라만테스의 수도 일부를 발굴해냈고 가라마 (Garama, 훨씬 이전의 수도 진체크라는 후기 수도 가르마에서 그리 멀지 않다.)라고 이름 붙였다. 최근 연구에서 가라만테스들은 8개의 주요 도시들이 있었다고 나타났으며, 그들 중 세 개는 발굴되었다. 2004년 기준 추가로 이들은 다른 많은 도시들도 있었다. 가라마는 4천명 정도의 인구가 있었고, 반경 5 km 내에 다른 도시들에는 인구 6천명이 거주했다.
가라만테스들은 농부이자 상인이었다. 이들의 식단은 포도, 무화과, 보리, 밀로 이뤄졌다. 수입품들인 포도주, 올리브유, 호롱, 로마제 식탁 기구를 대가로 밀, 소금, 노예 등을 교역했다. 스트라본과 플리니우스에 의하면, 가라만테스들은 티베스티산맥에서 천하석을 채석했다고 한다. 2011년에 에프티미아 니키타 (Efthymia Nikita)는 가라만테스들의 골격이 전투나 활발한 활동이 일반적이지 않음을 나타낸다고 보고했다. "가라만테스들은 업무에 적은 성적 이형성을 나타냈는데, 이는 농업민들에게서 나타나는 패턴과 유사하고 전쟁과 건축 작업에서 남성의 종사가 특별히 부각되지 않았음을 암시한다. (...) 가라만테스는 덜 거친 환경에 사는 다른 북아프리카인들 보다 체계적으로 더 호전적인 모습을 나타내지 않았고, 사하라에서 생존이 매일 강렬한 활동을 요구하지 않음을 나타낸다."

## 고고학적 유적
가라만테스 왕국과 관련된 고고학 유적지에는 다양한 무덤, 오시, 매장지들이 포함된다. 가라만테스는 사막 모래 아래 석회암층 아래에 있는 화석수를 이용하는 지하 터널과 샤프트를 건설했다. 이 포그가라의 역사는 논란 중이나, 기원전 200년 사이에서 서기 200년 사이에 나타나, 서기 7세기까지 계속 사용되었고 그 후로도 쓰였을 것이다. 이 터널 체계는 베르베르인들에게 포그가라라고 알려졌다. 이 체계는 농업을 번창하게 해줬고, 이것을 유지하는 데에 노예 노동력이 사용되었다.

## 참고 문헌
- Birley, Anthony R. (1999) [1971]. 《Septimius Severus: The African Emperor》. London: Routledge. ISBN 0-415-16591-1.
- N. Barley (Review).  Reviewed work(s): Les chars rupestres sahariens: des syrtes au Niger, par le pays des Garamantes et des Atlantes by Henri Lhote Bulletin of the School of Oriental and African Studies, 런던 대학교, Vol. 48, No. 1 (1985), pp. 210–210
- E.Fentress and A. Wilson: 'The Saharan Berber diaspora and the southern frontiers of Vandal and Byzantine North Africa', in J. Conant and S. Stevens (eds),North Africa under Byzantium and Early Islam, ca. 500 – ca. 800 (Dumbarton Oaks Byzantine Symposia and Colloquia. Washington, D.C.: Dumbarton Oaks Research Library and Collection). 41-63.

## 추가 문헌
- Timothy F. Garrard. Myth and Metrology: The Early Trans-Saharan Gold Trade  The Journal of African History, Vol. 23, No. 4 (1982), pp. 443–461
- Ulrich Haarmann.  The Dead Ostrich Life and Trade in Ghadames (Libya) in the Nineteenth Century. Die Welt des Islams, New Series, Vol. 38, Issue 1 (March 1998), pp. 9–94
- R. C. C. Law . The Garamantes and Trans-Saharan Enterprise in Classical Times The Journal of African History, Vol. 8, No. 2 (1967), pp. 181–200
- Daniel F. McCall. Herodotus on the Garamantes: A Problem in Protohistory  History in Africa, Vol. 26, (1999), pp. 197–217
- Count Byron Khun de Prorok. Ancient Trade Routes from Carthage into the Sahara  Geographical Review, Vol. 15, No. 2 (April 1925), pp. 190–205
- Brent D. Shaw. Climate, Environment and Prehistory in the Sahara. World Archaeology, Vol. 8, No. 2, Climatic Change (October 1976), pp. 133–149
- Richard Smith. What Happened to the Ancient Libyans? Chasing Sources across the Sahara from Herodotus to Ibn Khaldun.  Journal of World History - Volume 14, Number 4, December 2003, pp. 459–500
- John T. Swanson. The Myth of Trans-Saharan Trade during the Roman Era  The International Journal of African Historical Studies, Vol. 8, No. 4 (1975), pp. 582–600
- Belmonte, Juan Antonio; Esteban, César; Perera Betancort, Maria Antonia; Marrero, Rita. Archaeoastronomy in the Sahara: The Tombs of the Garamantes at Wadi el Agial, Fezzan, Libya. Journal for the History of Astronomy Supplement, Vol. 33, 2002
- Raymond A. Dart . The Garamantes of central Sahara. African Studies, Volume 11, Issue 1 March 1952, pages 29 – 34
- Bryn Mawr Classical Review of David. J. Mattingly (ed.), The Archaeology of Fazzan. Volume 2. Site Gazetteer, Pottery and Other Survey Finds. Society for Libyan Studies Monograph 7.   London:  The Society for Libyan Studies and Socialist People's Libyan Arab Jamahariya Department of Antiquities, 2007.  Pp. xxix, 522, figs. 760, tables 37. ISBN 1-900971-05-4.
- Karim Sadr (Reviewer): WHO WERE THE GARAMANTES AND WHAT BECAME OF THEM? The Archaeology of Fazzan. Volume I: Synthesis. Edited by DAVID J. MATTINGLY. London: Society for Libyan Studies, and Tripoli: Department of Antiquities, 2003. (ISBN 1-90097-102-X) Review in The Journal of African History (2004), 45: 492-493
- Victor Paul Borg. The Garamantes masters of the Sahara. Geographical, Vol. 79, August 2007.
- Gabriel Camps. Les Garamantes, conducteurs de chars et bâtisseurs dans le Fezzan antique 보관됨 2014-10-18 - 웨이백 머신. Clio.fr (2002).
- Kevin White, David Mattingly. Ancient lakes of the Sahara. American Scientist. January–February 2006.
- Théodore Monod, L’émeraude des Garamantes, Souvenirs d’un Saharien. Paris: L’Harmattan. (1984).
- Eamonn Gearon. The Sahara: A Cultural History. Signal Books, UK, 2011. 옥스퍼드 대학교 출판부, USA, 2011.